# Kristian Pless
Kristian Peter Pless (Odense, 9 de fevereiro de 1981) é um ex-tenista profissional dinamarquês.